# Almeida de Sayago
Almeida de Sayago é um município da Espanha na província de Zamora, comunidade autónoma de Castela e Leão, de área 63,64 km² com população de 591 habitantes (2007) e densidade populacional de 9,29 hab./km².

## Demografia
| Variação demográfica do município entre 1991 e 2004 | Variação demográfica do município entre 1991 e 2004 | Variação demográfica do município entre 1991 e 2004 | Variação demográfica do município entre 1991 e 2004 |
| --------------------------------------------------- | --------------------------------------------------- | --------------------------------------------------- | --------------------------------------------------- |
| 1991                                                | 1996                                                | 2001                                                | 2004                                                |
| 754                                                 | 696                                                 | 657                                                 | 619                                                 |